# Горьківська (станція метро, Нижній Новгород)
56°18′50.051″ пн. ш. 43°59′38.476″ сх. д. / 56.31390306° пн. ш. 43.99402111° сх. д.
Го́рьківська (рос. Го́рьковская) — кінцева станція Автозаводської лінії Нижньогородського метрополітену. Розташована за станцією «Московська». Відкрита 4 листопада 2012 року.

## Історія
Станція «Горьківська» — перша, яка розташована у нагірній частині міста на правому березі Оки неподалік від історичного центру. Будівництво розпочате 6 липня 2008 року.
Офіційна церемонія відкриття станції відбулася 4 листопада 2012 року за участі губернатора Нижньогородської області Валерія Шанцева, а 5 листопада в 5:15 станція була відкрита для пасажирів.

## Технічна характеристика
Конструкція станції — колонна мілкого закладення (глибина закладення — 17 м)

## Колійний розвиток
Станція з колійним розвитком — 6 стрілочних переводів, перехресний з'їзд, 2 станційні колії для обороту та відстою рухомого складу і 2 колії для відстою рухомого складу.

## Виходи
Виходи зі станції розташовані на площі та вулиці Горького біля будівлі ГУВС по Нижньогородській області. Неподалік знаходяться Будинок зв'язку, храм святителів Московських, католицький храм Успіння Богородиці, академія МВС та готель «Ibis».

## Оздоблення
За основу дизайну розробники взяли образ птаха буревісника з твору Максима Горького. Цей лейтмотив став основним при оздоблені станції . Стилізовані під крила символічної птиці, підсвічені, що розходяться від колон до стелі арки-скоби об'єднують центральний зал і сторони станції, які прикрашені художніми мозаїчними панно. На них зображено види на Нижній Новгород з Оки.
Стіни оздоблені темним мармуром, квадратні колони — світлим. Підлога викладена гранітом. По центру стелі йде суцільна лінія світильників. На мармурі над сходами і на зворотному боці ведучого на платформу ліфта влаштовані панно із зображеннями Максима Горького і видів міста, «заснованого у 1221 році».

## Перспективи
Через погане сполучення Нагірної та Зарічної частин міста планується подовження лінії від станції «Горьківська» на північний схід і відкриття ще двох станцій: «Оперний театр» та «Сінна площа».
У віддаленішій перспективі «Горьківська» має стати пересадковою станцією на поїзди Третьої (Нагірної) лінії.